# Élections sénatoriales de 2014 dans le Tarn
Les élections sénatoriales de 2014 en Tarn ont lieu le dimanche 28 septembre 2014. Elles ont pour but d'élire les deux sénateurs représentant le département au Sénat pour un mandat de six années.

## Contexte départemental
Le département du Tarn fait partie des départements appartenant, avant la réforme de l'élection des sénateurs, à la série C. La moitié de cette série, dont les sénateurs ont été renouvelés pour la dernière fois en 2004, a été intégrée à la nouvelle série 1 renouvelée en 2011, l'autre moitié, dont le Tarn-, rejoint la Série 2 renouvelable en 2014. Les sénateurs sortants ont donc effectué un mandat de 9 ans, prolongé d'un an par le décalage des élections municipales et sénatoriales de 2007. 
Lors des élections sénatoriales de 2004, deux sénateurs ont été élus sous l'étiquette du Parti socialiste au scrutin majoritaire. Il s'agit de Jean-Marc Pastor, sénateur depuis 1995, réélu dès le 1er tour et de Jacqueline Alquier. Ni l'un ni l'autre ne sont à nouveau candidat en 2014. 
Depuis 2004, le collège électoral, constitué des grands électeurs que sont les sénateurs sortants, les députés, les conseillers régionaux, les conseillers généraux et les délégués des conseils municipaux, a été entièrement renouvelé. 
Le corps électoral appelé à élire les nouveaux sénateurs résulte des élections législatives de 2012 à l'issue desquelles l'UMP perd le siège qu'elle détenait, celui-ci disparaissant dans la refonte des circonscriptions, les élections régionales de 2010 qui ont conforté la majorité de gauche au conseil régional de Midi-Pyrénées, les élections cantonales de 2011 qui ont maintenu la nette majorité de gauche au sein de l'assemblée départementale et surtout les élections municipales de 2014 qui ont vu un relatif recul de la gauche qui perd Gaillac au bénéfice de l'UDI et plusieurs communes de moindre importance.

## Rappel des résultats de 2004
| Candidat et parti politique | Candidat et parti politique | Candidat et parti politique | Premier tour | Premier tour | Second tour | Second tour |
| Candidat et parti politique | Candidat et parti politique | Candidat et parti politique | Voix         | %            | Voix        | %           |
| --------------------------- | --------------------------- | --------------------------- | ------------ | ------------ | ----------- | ----------- |
|                             | Jean-Marc Pastor            | PS                          | 641          | 65,34        |             |             |
|                             | Jacqueline Alquier          | PS                          | 378          | 38,53        | 500         | 52,03       |
|                             | Robert Pistre               | UMP                         | 300          | 30,58        | 414         | 43,08       |
|                             | Henri Géraud                | UDF                         | 159          | 16,21        | Retrait     | Retrait     |
|                             | Henri Féral                 | DVD                         | 107          | 10,91        | 38          | 3,95        |
|                             | Albert Mamy                 | UMP                         | 101          | 10,30        | Retrait     | Retrait     |
|                             | Philippe Fournier           | PCF                         | 50           | 5,10         | Retrait     | Retrait     |
|                             | Rosanna Balard              | PCF                         | 45           | 4,59         | Retrait     | Retrait     |
|                             | Pierre Vignau               | FN                          | 10           | 1,02         | 9           | 0,94        |
|                             | Jacqueline Garnier          | MNR                         | 8            | 0,82         | Retrait     | Retrait     |
|                             |                             |                             |              |              |             |             |
| Inscrits                    | Inscrits                    | Inscrits                    | 1 014        | 100,00       | 1 014       | 100,00      |
| Abstentions                 | Abstentions                 | Abstentions                 | 19           | 1,87         | 15          | 1,48        |
| Votants                     | Votants                     | Votants                     | 995          | 98,13        | 999         | 98,52       |
| Blancs et nuls              | Blancs et nuls              | Blancs et nuls              | 14           | 1,41         | 38          | 3,80        |
| Exprimés                    | Exprimés                    | Exprimés                    | 981          | 98,59        | 961         | 96,20       |

## Sénateurs sortants
| Sénateur | Sénateur           | Parti | Fonctions lors de l'élection en 2004                                               |
| -------- | ------------------ | ----- | ---------------------------------------------------------------------------------- |
|          | Jacqueline Alquier | PS    | Ancienne députée de la 2ème circonscription du Tarn, ancienne maire de Labruguière |
|          | Jean-Marc Pastor   | PS    | Sénateur sortant, maire du Ségur                                                   |

## Collège électoral
En application des règles applicables pour les élections sénatoriales françaises, le collège électoral appelé à élire les sénateurs du Tarn en 2014 se compose de la manière suivante :
| Délégués des communes                             |                        |                       |                       |          |                     |
|                                                   | Conseillers municipaux | Délégués / commune    | Communes concernées   | Délégués | % collège électoral |
| Délégués des communes de moins de 9 000 habitants |                        |                       |                       |          |                     |
| - communes de < 100 habitants                     | 7                      | 1                     | 32                    | 32       | 3,00%               |
| - communes de < 500 habitants                     | 11                     | 1                     | 167                   | 167      | 15,64%              |
| - communes de < 1500 habitants                    | 15                     | 3                     | 77                    | 231      | 21,63%              |
| - communes de < 2 500 habitants                   | 19                     | 5                     | 23                    | 115      | 10,77%              |
| - communes de < 3 500 habitants                   | 23                     | 7                     | 10                    | 70       | 6,55%               |
| - communes de < 5 000 habitants                   | 27                     | 15                    | 2                     | 30       | 2,81%               |
| - communes de < 9 000 habitants                   | 29                     | 15                    | 5                     | 75       | 7,02%               |
| Délégués des communes de 9 000 à 29 999 habitants |                        |                       |                       |          |                     |
| - communes de < 10 000 habitants                  | 29                     | 29                    | 1                     | 29       | 2,72%               |
| - communes de < 20 000 habitants                  | 33                     | 33                    | 4                     | 132      | 12,36%              |
| - communes de < 30 000 habitants                  | 35                     | 35                    | 0                     | 0        | 0,00%               |
| Délégués des communes de 30 000 habitants et plus |                        |                       |                       |          |                     |
| - Castres (42 222 hab.)                           | 43                     | 58                    | 1                     | 58       | 5,43%               |
| - Albi (49 179 hab.)                              | 43                     | 66                    | 1                     | 66       | 6,18%               |
| Délégués des communes                             | Délégués des communes  | Délégués des communes | Délégués des communes | 1005     | 94,10%              |
| Conseillers généraux                              | Conseillers généraux   | Conseillers généraux  | Conseillers généraux  | 46       | 4,31%               |
| Conseillers régionaux                             | Conseillers régionaux  | Conseillers régionaux | Conseillers régionaux | 12       | 1,12%               |
| Députés                                           | Députés                | Députés               | Députés               | 3        | 0,28%               |
| Sénateurs                                         | Sénateurs              | Sénateurs             | Sénateurs             | 2        | 0,19%               |
| Total                                             | Total                  | Total                 | Total                 | 1068     | 100,00%             |

1. ↑  Dans les communes de moins de 9 000 le conseil municipal élit en son sein des délégués dont le nombre dépend de la taille de la commune.
2. ↑  Dans les communes de 9 000 à 29 999 habitants, tous les conseillers municipaux sont délégués. Il n'y a pas de délégués supplémentaires
3. ↑  Dans les communes de plus de 30 000 habitants, tous les conseillers municipaux sont délégués et, en complément, le conseil municipal désigne des délégués supplémentaires à raison de 1 par tranche de 800 habitants au-delà de 30 000 habitants

## Présentation des candidats
Les nouveaux représentants sont élus pour une législature de 6 ans au suffrage universel indirect par les grands électeurs du département. Dans le Tarn, les deux sénateurs sont élus au scrutin majoritaire à deux tours. Ils sont 10 candidats dans le département, chacun avec un suppléant.
| T/S | Candidats | Candidats                 | Parti | Principale fonction                               |
| --- | --------- | ------------------------- | ----- | ------------------------------------------------- |
| T01 |           | Jean-Paul Piloz           | FN    | Conseiller municipal de Castres                   |
| S01 |           | Nicole Bousquet           | FN    | Conseillère municipale de Saint-Benoît-de-Carmaux |
| T02 |           | Serge Entraygues          | PCF   | Conseiller général                                |
| S02 |           | Jeanne Jimenez            | PCF   | Conseillère régionale                             |
| T03 |           | Thierry Carcenac          | PS    | Président du conseil général                      |
| S03 |           | Catherine Rabou           | PS    | Maire de Vielmur-sur-Agout                        |
| T04 |           | Laurent Leopardi          | PG    | Conseiller municipal de Carmaux                   |
| S04 |           | Élisabeth Coutou          | PG    | Adjointe au maire de Penne                        |
| T05 |           | Martial Casino            | DIV   |                                                   |
| S05 |           | Nathalie Erades           | DIV   |                                                   |
| T06 |           | Philippe Bonnecarrère     | UDI   | Conseiller municipal d'Albi                       |
| S06 |           | Brigitte Pailhé-Fernandez | UDI   | Maire de Lasfaillades                             |
| T07 |           | Sylvain Fernandez         | DVG   | Maire de Cambounet-sur-le-Sor                     |
| S07 |           | Patricia Bousquet         | DVG   | Maire de Trébas                                   |
| T08 |           | Catherine Pinol           | PS    | Conseillère régionale                             |
| S08 |           | Bernard Miramond          | PS    | Maire de Salvagnac                                |
| T09 |           | Pascal Pragnère           | EELV  | Conseiller municipal d'Albi                       |
| S09 |           | Catherine Manuel          | EELV  |                                                   |
| T10 |           | Jacques Thouroude         | UMP   | Conseiller régional, adjoint au maire de Castres  |
| S10 |           | Viviane Bonhomme          | UMP   | Maire de Massac-Séran                             |

## Résultats
| Candidat et parti politique | Candidat et parti politique | Candidat et parti politique | Premier tour | Premier tour | Second tour | Second tour |
| Candidat et parti politique | Candidat et parti politique | Candidat et parti politique | Voix         | %            | Voix        | %           |
| --------------------------- | --------------------------- | --------------------------- | ------------ | ------------ | ----------- | ----------- |
|                             | Philippe Bonnecarrère       | UDI                         | 462          | 44,04        | 530         | 51,46       |
|                             | Jacques Thouroude           | UMP                         | 434          | 41,37        | 458         | 44,47       |
|                             | Thierry Carcenac            | PS                          | 404          | 38,51        | 475         | 46,12       |
|                             | Catherine Pinol             | PS                          | 233          | 22,21        | 297         | 28,83       |
|                             | Sylvain Fernandez           | DVG                         | 209          | 19,92        |             |             |
|                             | Serge Entraygues            | PCF                         | 67           | 6,39         |             |             |
|                             | Pascal Pragnère             | EELV                        | 60           | 5,72         | 81          | 7,86        |
|                             | Jean-Paul Piloz             | FN                          | 52           | 4,96         | 59          | 5,73        |
|                             | Laurent Leopardi            | PG                          | 30           | 2,86         |             |             |
|                             | Martial Casino              | DIV                         | 5            | 0,48         |             |             |
|                             |                             |                             |              |              |             |             |
| Inscrits                    | Inscrits                    | Inscrits                    | 1 067        | 100,00       | 1 067       | 100,00      |
| Abstentions                 | Abstentions                 | Abstentions                 | 8            | 0,75         | 7           | 0,66        |
| Votants                     | Votants                     | Votants                     | 1 059        | 99,25        | 1 060       | 99,34       |
| Blancs                      | Blancs                      | Blancs                      | 4            | 0,38         | 19          | 1,79        |
| Nuls                        | Nuls                        | Nuls                        | 6            | 0,57         | 11          | 1,04        |
| Exprimés                    | Exprimés                    | Exprimés                    | 1 049        | 99,06        | 1 030       | 97,17       |